# Волянув (гміна)
Гміна Волянув (пол. Gmina Wolanów) — сільська гміна у центральній Польщі. Належить до Радомського повіту Мазовецького воєводства.
Станом на 31 грудня 2011 у гміні проживало 8600 осіб.

## Площа
Згідно з даними за 2007 рік площа гміни становила 82.85 км², у тому числі:
- орні землі: 87.00%
- ліси: 5.00%

Таким чином, площа гміни становить 5.42% площі повіту.

## Населення
Станом на 31 грудня 2011:
| Опис     | Загалом | Загалом | Чоловіки | Чоловіки | Жінки | Жінки |
| -------- | ------- | ------- | -------- | -------- | ----- | ----- |
| одиниця  | осіб    | %       | осіб     | %        | осіб  | %     |
| все      | 8600    | 100     | 4316     | 50.19    | 4284  | 49.81 |
| міське   | 0       | 100     | 0        |          | 0     |       |
| сільське | 8600    | 100     | 4316     | 50.19    | 4284  | 49.81 |

## Сусідні гміни
Гміна Волянув межує з такими гмінами: Венява, Закшев, Коваля, Оронсько, Пшитик, Ястшомб.